# Épercieux-Saint-Paul
Épercieux-Saint-Paul ist eine französische Gemeinde im Département Loire in der Region Auvergne-Rhône-Alpes (vor 2016 Rhône-Alpes). Sie gehört zum Arrondissement Montbrison und zum Kanton Feurs. Sie grenzt im Nordwesten an Nervieux, im Norden an Balbigny, im Osten an Pouilly-lès-Feurs, im Südosten an Civens, im Südwesten an Cleppé und im Westen an Mizérieux.

## Bevölkerungsentwicklung
| Jahr                       | 1962 | 1968 | 1975 | 1982 | 1990 | 1999 | 2008 | 2017 |
| -------------------------- | ---- | ---- | ---- | ---- | ---- | ---- | ---- | ---- |
| Einwohner                  | 388  | 366  | 336  | 374  | 446  | 543  | 653  | 738  |
| Quellen: Cassini und INSEE |      |      |      |      |      |      |      |      |